# Ben Brereton Díaz
Benjamin Anthony Brereton Díaz (ur. 18 kwietnia 1999 w Stoke-on-Trent) – chilijsko-angielski piłkarz, występujący na pozycji napastnika lub skrzydłowego w angielskim Southampton oraz w reprezentacji Chile. Uczestnik Copa América 2021 i 2024. 
Wychowanek Stoke City, w trakcie swojej kariery grał także w Nottingham Forest, Blackburn Rovers, Villarreal i Sheffield United. Były młodzieżowy reprezentant Anglii.